# Powiat de Stalowa Wola
Le powiat de Stalowa Wola (en polonais : powiat stalowowolski) est un powiat appartenant à la voïvodie des Basses-Carpates dans le sud-est de la Pologne.

## Division administrative
Le powiat compte 6 communes :
- 1 commune urbaine : Stalowa Wola ;
- 5 communes rurales : Bojanów, Pysznica, Radomyśl nad Sanem, Zaklików et Zaleszany.